# Gouvernement al-Charaa
Syrie
al-Bachir 
Le gouvernement al-Charaa est le gouvernement de la Syrie formé sous la présidence d'Ahmed al-Charaa le 29 mars 2025.

## Historique

### Formation
Le gouvernement est formé à la suite de l'adoption de la Constitution provisoire syrienne de 2025, mise en place consécutivement à la chute du régime Assad en décembre 2024. La constitution provisoire établissant un régime présidentiel, il n'y a pas de président du Conseil des ministres. Cette annoncé était initialement prévue pour le 1er mars.
Les fidèles du président, issus de Hayat Tahrir al-Cham, conservent les principaux postes. Le ministre des Affaires étrangères, Assaad al-Chaibani, et le ministre de la Défense, Mourhaf Abou Qasra, conservent ainsi leur poste. Le chef des Renseignements généraux, Anas Khattab, devient ministre de l'Intérieur.
Le nouveau gouvernement se veut plus inclusif que le gouvernement provisoire en place depuis la chute du régime Assad, même s'il ne l'est que de façon limitée. Une femme chrétienne, Hind Kabawat, a ainsi été nommée à la tête du ministère des Affaires sociales et du Travail. Le gouvernement comprend par ailleurs au moins un ministre druze, un autre kurde et un alaouite. Raed al-Saleh, le chef des Casques blancs (secouristes syriens qui œuvraient dans les zones rebelles), est lui nommé ministre des Situations d'urgence et des Catastrophes.

### Réactions
L'administration autonome kurde conteste la légitimité de ce gouvernement, considérant qu'il « ne reflète pas la diversité et la pluralité du pays ». Par conséquent, « [ils] ne se consid[èrent] pas concernés par l'application ou l'exécution des décisions émanant de ce gouvernement ».

## Composition
La composition est la suivante :
| Fonction                                                            | Titulaire                    | Parti |
| ------------------------------------------------------------------- | ---------------------------- | ----- |
| Président de la République                                          | Ahmed al-Charaa              | HTC   |
| Ministre de l'Intérieur                                             | Anas Khattab                 | HTC   |
| Ministre de la Défense                                              | Mourhaf Abou Qasra           | HTC   |
| Ministre des Affaires étrangères et des Expatriés                   | Assaad al-Chaibani           | HTC   |
| Ministre de la Justice                                              | Madhhar al-Wais              | HTC   |
| Ministre des Affaires religieuses                                   | Mohammed Abu al-Khair Shukri | CNS   |
| Ministre de l'Enseignement supérieur                                | Marwan al-Halabi             | SE    |
| Ministre des Affaires sociales et du Travail                        | Hind Kabawat                 | SE    |
| Ministre de l'Énergie                                               | Mohammed al-Bachir           | HTC   |
| Ministre des Finances                                               | Mohammed Yusr Barniyeh       | SE    |
| Ministre de l'Économie et du Commerce                               | Nidal al-Shaar               | SE    |
| Ministre de la Santé                                                | Mosaab Nazzal al-Ali         | SE    |
| Ministre de l'Administration locale et de l'Environnement           | Mohammed Anjrani             | HTC   |
| Ministre des Situations d'urgence et de la Gestion des catastrophes | Raed al-Saleh                | SE    |
| Ministre de la Communication et des Technologies de l'Information   | Abdul Salam Heikal           | SE    |
| Ministre de l'Agriculture et de la Réforme agraire                  | Amjad Badr                   | SE    |
| Ministre de l'Éducation                                             | Mohammed Abdul Rahman Turko  | SE    |
| Ministre des Travaux publics et du Logement                         | Mustafa Abdul Razzaq         | HTC   |
| Ministre de la Culture                                              | Mohammed Saleh               | SE    |
| Ministre de la Jeunesse et des Sports                               | Mohammed Sameh Hamed         | HTC   |
| Ministre du Tourisme                                                | Mazen al-Salhani             | SE    |
| Ministre du Développement administatif                              | Mohammad Skaf                | HTC   |
| Ministre des Transports                                             | Yaarub Bader                 | SE    |
| Ministre de l'Information                                           | Hamza Mustafa                | SE    |